# Louise Ure
Pour les articles homonymes, voir Ure.
Louise Ure, née en Arizona en 1952, est une femme de lettres américaine, auteure de roman policier.

## Biographie
Louise Ure fait des études supérieures à l'université de l'Arizona à Tucson, à l'université de Dijon et à l'American Graduate School of International Management de Glendale (Arizona). Pendant plus de vingt-cinq ans, elle travaille dans le milieu de la publicité et du marketing. En 2002, elle abandonne son emploi pour consacrer tout son temps à l'écriture.
Elle publie en 2005 son premier roman, Forcing Amaryllis, grâce auquel elle est lauréate du prix Shamus 2006 du meilleur premier roman. Son deuxième roman, The Fault Tree, lui vaut d'être nommé en 2009 pour le prix Macavity, le prix Mary Higgins Clark et le prix Nero.

## Œuvre

### Romans
- Forcing Amaryllis (2005)
- The Fault Tree (2008)
- Liars Anonymous (2009)

## Prix et distinctions

### Prix
- Prix Shamus 2006 du meilleur premier roman pour Forcing Amaryllis[2]

### Nominations
- Prix Macavity 2009 du meilleur roman pour The Fault Tree[3]
- Prix Mary Higgins Clark 2009 du meilleur roman pour The Fault Tree[4]
- Prix Nero 2009 pour The Fault Tree[5]